# Primeiro-ministro do Laos
O primeiro-ministro da República Democrática Popular do Laos é o chefe de governo do Laos. O cargo mais alto no governo, ele dirige o poder executivo do país. O primeiro-ministro responde ao presidente, à Assembleia Nacional e ao único partido político do país: o Partido Popular Revolucionário do Laos (PPRL). O atual primeiro-ministro é Sonexay Siphandone, desde 2022.

## Lista de primeiros-ministros
| Nº | Primeiro-ministro     | Retrato | Início do mandato       | Fim do mandato          | Partido                                |
| -- | --------------------- | ------- | ----------------------- | ----------------------- | -------------------------------------- |
| 1  | Kaysone Phomvihane    |         | 8 de dezembro de 1975   | 15 de agosto de 1991    | Partido Popular Revolucionário do Laos |
| 2  | Khamtai Siphandon     |         | 15 de agosto de 1991    | 24 de fevereiro de 1998 | Partido Popular Revolucionário do Laos |
| 3  | Sisavath Keobounphanh |         | 24 de fevereiro de 1998 | 27 de março de 2001     | Partido Popular Revolucionário do Laos |
| 4  | Bounnhang Vorachith   |         | 27 de março de 2001     | 8 de junho de 2006      | Partido Popular Revolucionário do Laos |
| 5  | Bouasone Bouphavanh   |         | 8 de junho de 2006      | 23 de dezembro de 2010  | Partido Popular Revolucionário do Laos |
| 6  | Thongsing Thammavong  |         | 23 de dezembro de 2010  | 19 de abril de 2016     | Partido Popular Revolucionário do Laos |
| 7  | Thongloun Sisoulith   |         | 19 de abril de 2016     | 22 de março de 2021     | Partido Popular Revolucionário do Laos |
| 8  | Phankham Viphavanh    |         | 22 de março de 2021     | 30 de dezembro de 2022  | Partido Popular Revolucionário do Laos |
| 9  | Sonexay Siphandone    |         | 30 de dezembro de 2022  | presente                | Partido Popular Revolucionário do Laos |